# Xila
Xila är en ort i Mexiko.   Den ligger i kommunen Tláhuac och delstaten Distrito Federal, i den sydöstra delen av landet, 29 km sydost om huvudstaden Mexico City. Xila ligger 2 238 meter över havet och antalet invånare är 112.
Terrängen runt Xila är platt åt nordost, men åt sydväst är den kuperad. Runt Xila är det tätbefolkat, med 411 invånare per kvadratkilometer. Närmaste större samhälle är Iztapalapa, 19,2 km nordväst om Xila. Trakten runt Xila består till största delen av jordbruksmark.